# قنات سفيد (أرزوئية)
قنات سفید (بالفارسية: قنات سفید) هي منطقة سكنية تقع في إيران في Arzuiyeh Rural District. يقدر عدد سكانها بـ 289 نسمة .